# Ужівка (Кальміуський район)
Ужі́вка (до 2016 року — Ленінське) — село Новоазовської міської громади Кальміуського району Донецької області, Україна. Відстань до Новоазовська становить близько 22 км і проходить переважно автошляхом E58.

## Назва
Село отримало назву на честь ще однієї героїчно-трагічної сторінки сучасної історії. Власне тому село і назвали Ужівка, а не Вужівка. Бо походить від позивного командира взводу окремого загону спеціального призначення «Азов» Національної гвардії України. 
Криворученко Степан Гаврилович (18.10.1969 - 5.02.2015 рр.) на псевдо Уж командував підготовкою групи розвідки. Друг Уж мав хорошу фізичну форму, був майстром спорту з дзюдо, був активістом Революції Гідности. "5 лютого група Ужа вирушила на бойове завдання. Вони мали зібрати дані з тактичної обстановки. Степан разом зі своїми бійцями висунувся у тил ворога - окуповане Дзержинське (нині Азов). Але під час виконання завдання азовці натрапили на розтяжку. Друг Уж прийняв на себе більшість осколків, таким чином врятувавши життя шістьом своїм побратимам."

## Символіка
В основі герба сюжет героїчної загибелі Степана Криворученка на псевдо Уж. Срібний вуж (герб є промовистим) із характерною золотою міткою біля голови зупиняє своїм тілом срібний ворожий палаш. Палаш це щось середнє між шаблею та мечем, така собі суміш з Європи та Азії. Він довгий час був на озброєнні деяких родів військ російської армії, зараз є частиною парадної форми деяких військових формувань Росії. Щит розітнутий на чорне та криваве. Кривавий відтінок червоного підкреслює хоробрість, мужність та кров, пролиту у боротьбі. Чорний колір в геральдиці символізує обережність, мудрість, постійність у випробуваннях.

## Історія
Під час війни на сході України село потрапило до зони бойових дій. У ніч з 5 на 6 лютого 2015 року в часі протистояння російській агресії розвідувальний загін полку «Азов» під Ужівкою мав бойове зіткнення з терористичним контррозвідувальним формуванням. Терористичні сили в кілька разів перевищували чисельність українського розвідувального загону. Степан-«Уж» ціною власного життя прикрив відхід загону.

## Населення
За даними перепису 2001 року населення села становило 136 осіб, із них 84,56 % зазначили рідною мову українську та 14,71 % — російську.